# Liudmila Samsónova
Liudmila Samsónova (Olenegorsk, 11 de noviembre de 1998) es una jugadora de tenis rusa.
Samsónova hizo su debut en el cuadro principal de un Grand Slam en el Roland Garros de 2019 después pasar la clasificación,
el 20 de junio de 2021 ganó el primer torneo de su carrera, al imponenerse contra todo pronóstico en el torneo WTA 500 sobre hierba de Berlín, después de partir de desde la fase previa del torneo.

## Títulos WTA (7; 5+2)

### Individual (5)
| Leyenda              |
| Grand Slam (0)       |
| Juegos Olímpicos (0) |
| WTA Finals (0)       |
| WTA Elite Trophy (0) |
| WTA 1000 (0)         |
| WTA 500 (2)          |
| WTA 250 (3)          |

| N.º | Fecha                    | Torneo           | Superficie | Oponente en la final  | Resultado     |
| 1.  | 20 de junio de 2021      | Berlín           | Hierba     | Belinda Bencic        | 1-6, 6-1, 6-3 |
| 2.  | 7 de agosto de 2022      | Washington       | Dura       | Kaia Kanepi           | 4-6, 6-3, 6-3 |
| 3.  | 27 de agosto de 2022     | Cleveland        | Dura       | Aliaksandra Sasnovich | 6-1, 6-3      |
| 4.  | 25 de septiembre de 2022 | Tokio (Pacífico) | Dura       | Zheng Qinwen          | 7-5, 7-5      |
| 5.  | 16 de junio de 2024      | 's-Hertogenbosch | Hierba     | Bianca Andreescu      | 4-6, 6-3, 7-5 |

#### Finalista (3)
| N.º | Fecha                 | Torneo      | Superficie    | Oponente en la final | Resultado        |
| 1.  | 12 de febrero de 2023 | Abu Dabi    | Dura          | Belinda Bencic       | 6-1, 6-7(8), 4-6 |
| 2.  | 13 de agosto de 2023  | Montreal    | Dura          | Jessica Pegula       | 1-6, 0-6         |
| 3.  | 8 de octubre de 2023  | Pekín       | Dura          | Iga Świątek          | 2-6, 2-6         |
| 4.  | 24 de mayo de 2025    | Estrasburgo | Tierra batida | Elena Rybakina       | 1-6, 7-6(2), 1-6 |

### Dobles (2)
| Leyenda              |
| Grand Slam (0)       |
| Juegos Olímpicos (0) |
| WTA Finals (0)       |
| WTA Elite Trophy (0) |
| WTA 1000 (1)         |
| WTA 500 (1)          |
| WTA 250 (0)          |

| N.º | Fecha                    | Torneos | Superficie | Pareja               | Oponentes en la final        | Resultado           |
| --- | ------------------------ | ------- | ---------- | -------------------- | ---------------------------- | ------------------- |
| 1.  | 25 de febrero de 2023    | Dubái   | Dura       | Veronika Kudermétova | Hao-Ching Chan Yung-Jan Chan | 6-4, 6-7(4), [10-1] |
| 2.  | 22 de septiembre de 2024 | Seúl    | Dura       | Nicole Melichar      | Miyu Kato Shuai Zhang        | 6-1, 6-0            |

#### Finalista (1)
| N.º | Fecha               | Torneos          | Superficie | Pareja          | Oponentes en la final           | Resultado |
| --- | ------------------- | ---------------- | ---------- | --------------- | ------------------------------- | --------- |
| 1.  | 14 de junio de 2025 | 's-Hertogenbosch | Hierba     | Nicole Melichar | Irina Khromacheva Fanny Stollar | 5-7, 3-6  |